# شرکت مهندسی راه‌آهن بریتانیا
شرکت مهندسی راه‌آهن بریتانیا (انگلیسی: British Rail Engineering Limited) یک شرکت تولیدکننده ماشین‌های ریلی و لوکوموتیو در انگلستان است.
این شرکت که سال ۱۹۶۹ تاسیس و در سال ۱۹۸۹ منحل شده است.

## نگارخانه

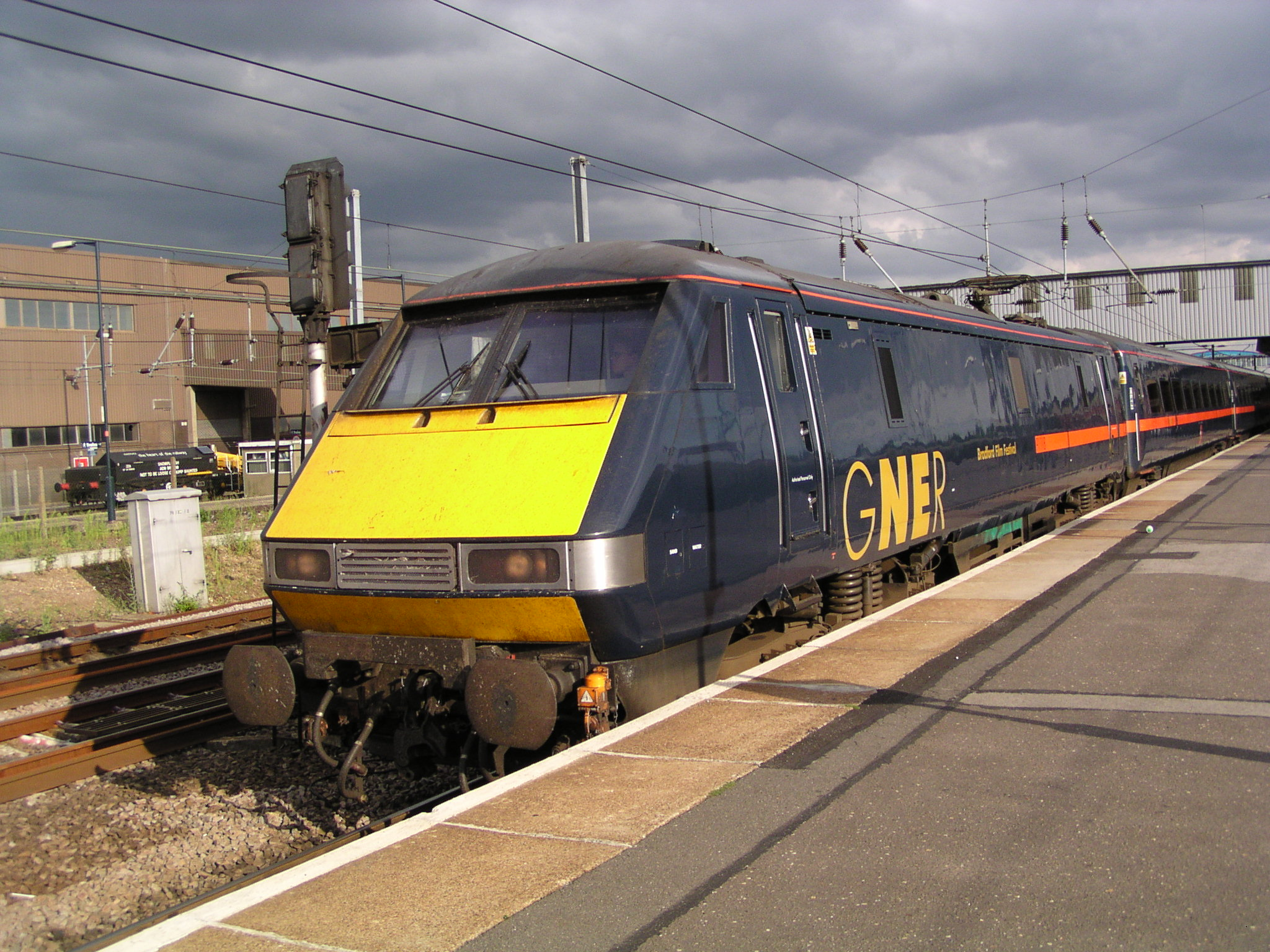
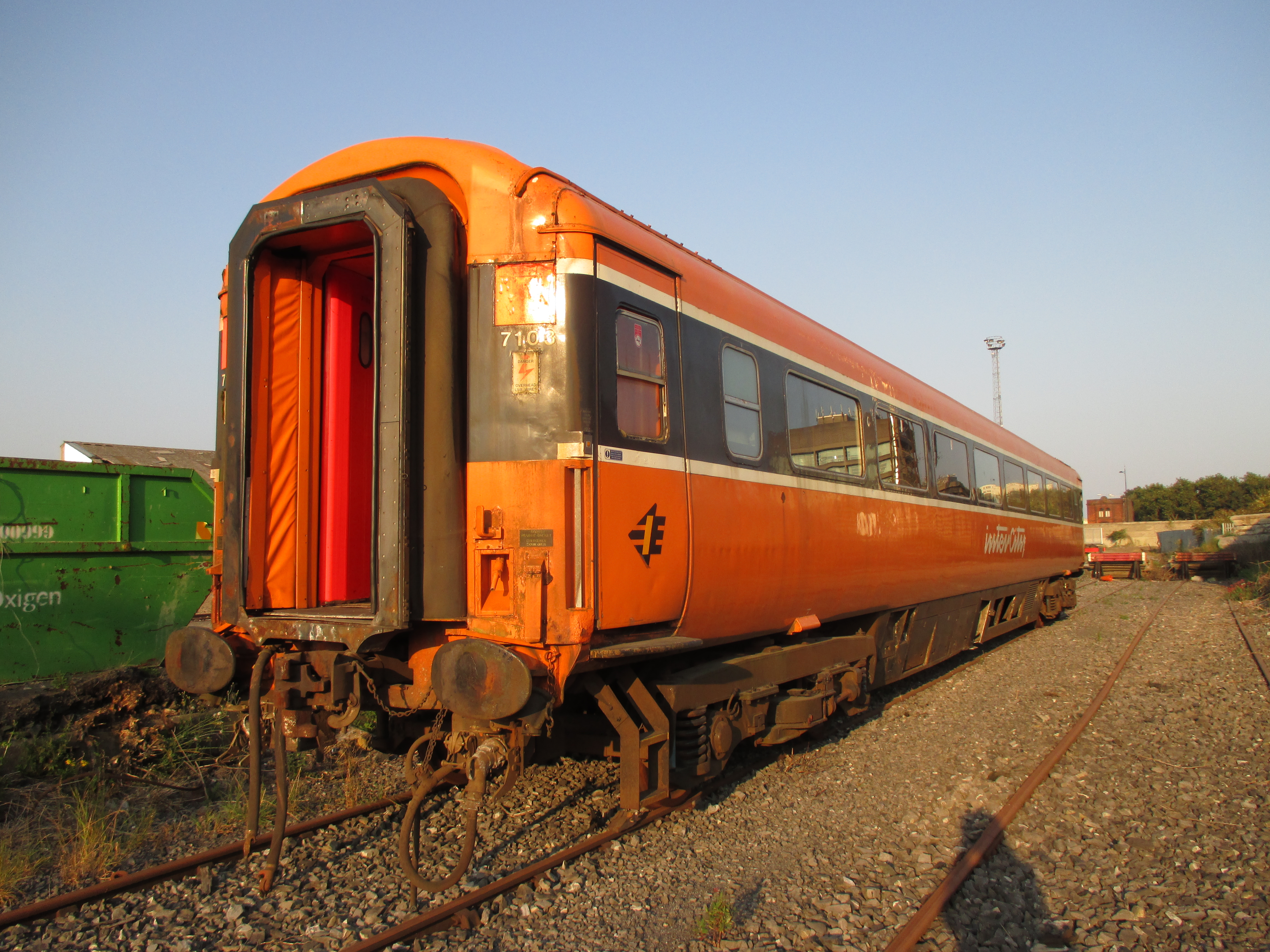
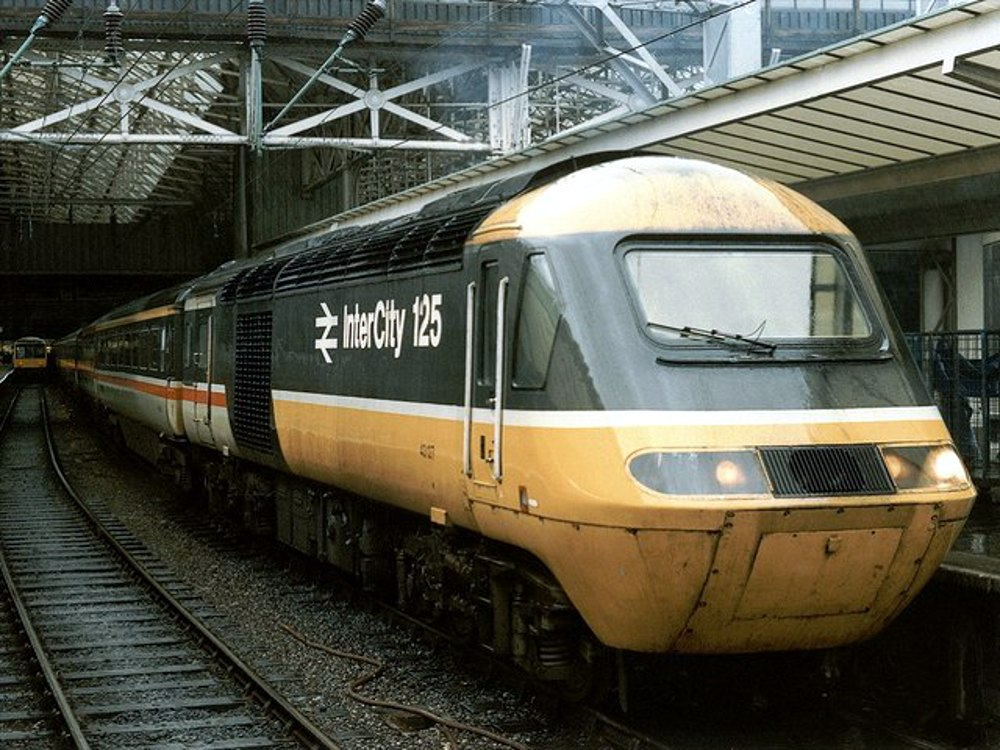
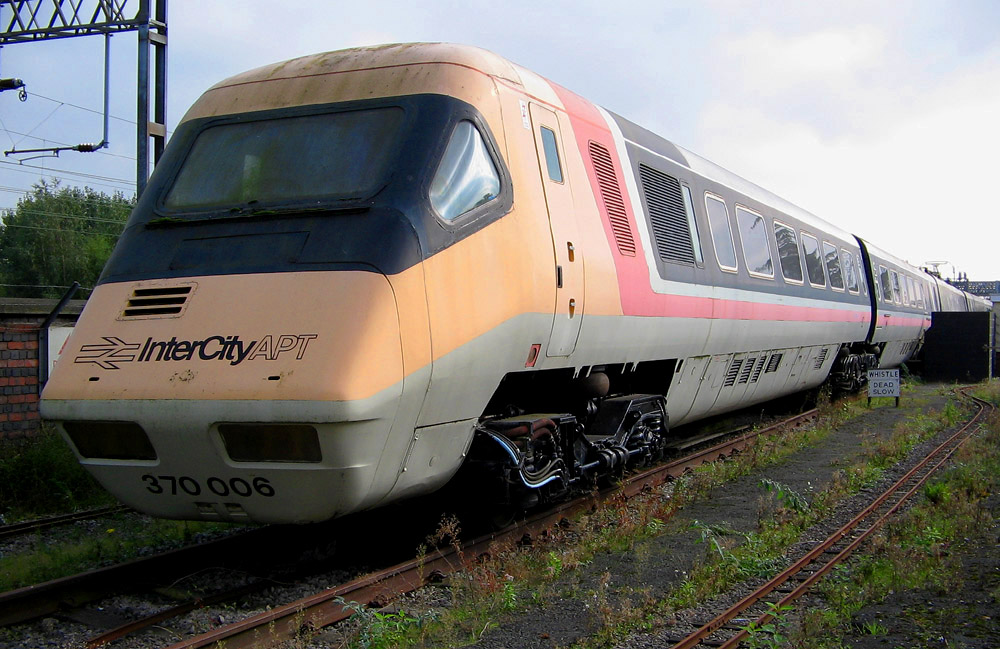
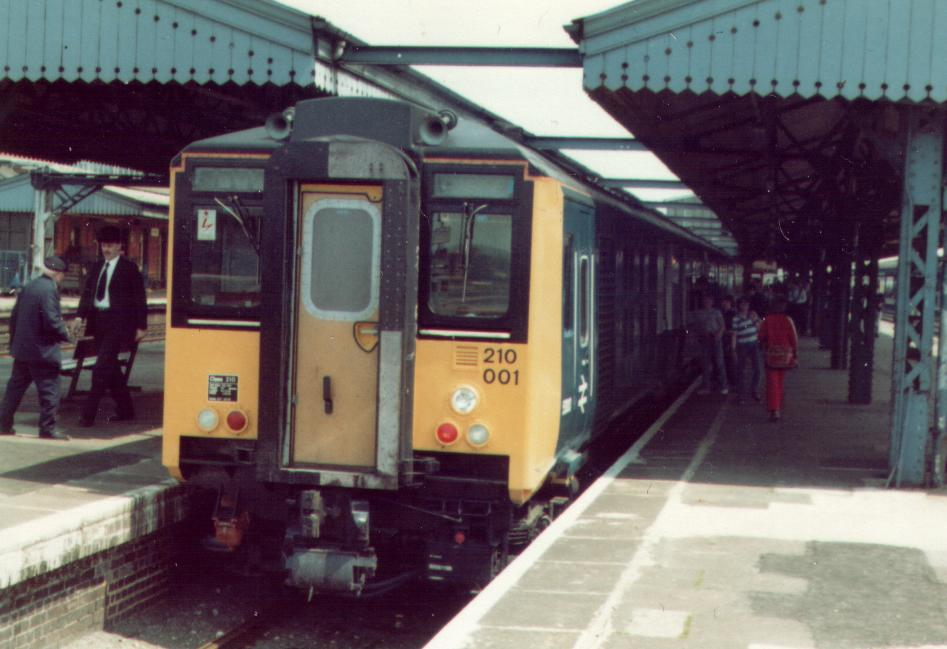